# Opera (film)
Opera är en italiensk film från 1987.

## Handling
En ung kvinna får huvudrollen i operan Macbeth efter att operans diva skadats i en bilolycka. Det visar sig snabbt att hennes nya stjärnstatus lockat till sig en mycket ovälkommen beundrare, en seriemördare som tvingar henne att bevittna de bestialiska mord han utför.

## Om filmen
I USA döptes fimen om till Terror at the Opera och klipptes ner till 88 minuter. Filmens första engelska dubbning blev utskrattad på grund av mördarens röst varpå filmen dubbades om. Argento var missnöjd med vissa av specialeffekterna i filmen (gjorda av Sergio Stivaletti) och filmade dem därför avsiktligt ur fokus. Filmen är trots det en av Argentos absolut våldsammaste. Filmen släpptes i Sverige under namnet Terror som på Statens Biografbyrås hemsida anges till 83 minuter. Efter Opera dröjde det sex år innan Dario Argento gjorde en ny giallo, den amerikanska produktionen Trauma.

## Rollista (i urval)
- Cristina Marsillach - Betty
- Daria Nicolodi - Mira
- Urbano Barberini - Inspector Alan Santini
- Ian Charleson - Marco